# Bódvarákó
Bódvarákó is een plaats (község) en gemeente in het Hongaarse comitaat Borsod-Abaúj-Zemplén. Bódvarákó telt 154 inwoners (2001).